# Капы, Мустафа
Мустафа Капы (тур. Mustafa Kapı; 8 августа 2002, Денизли, Турция) — турецкий футболист, полузащитник клуба «Адана Демирспор».

## Клубная карьера
Капы — воспитанник клубов «Денизлиспор» и «Галатасарай». 23 декабря 2018 года в матче против «Сивасспора» он дебютировал в турецкой Суперлиге. 7 января 2022 года стал игроком клуба «Адана Демирспор», подписав контракт до лета 2025 года. 

## Достижения
Галатасарай
- Чемпионат Турции по футболу: 2018–19[4]